# 奥列格·瓦列里耶维奇·索科洛夫
奧列格·瓦列里耶维奇·索科洛夫（Оле́г Вале́рьевич Соколо́в，1956年7月9日—）是俄羅斯歷史學家，特別是拿破崙時代。他是聖彼得堡國立大學歷史系教授。在2003年，他因科學和社會活動獲得法國榮譽軍團勳章。2019年11月，他成為阿纳斯塔西娅·叶先科（Анастасі́я Оле́гівна Є́щенко）謀殺案犯罪嫌疑人。

## 生涯發展
奧列格·索科洛夫出版許多17世紀至19世紀初歐洲軍事史著作。 1999年，他發表了一項重要研究《拿破崙的軍隊》，該著作於2003年被翻譯成法文。2006年，他出版了兩卷專著《奧斯特里茲》。奧列格·索科洛夫將《1799年－1805年，拿破崙，俄羅斯和歐洲》進行翻譯成俄文，並以法國軍官Octave Levavasseur撰寫的《拿破崙戰爭1802–1815年回憶錄》來補充，Octave Levavasseur參加拿破崙·波拿巴所有軍事戰役（1812年的俄國戰役除外）。
奧列格·索科洛夫是俄羅斯歷史重演中的傑出人物。 1976年，他成立拿破崙時代的第一個歷史重演小組。 1989年2月，蘇聯軍事歷史俱樂部聯合會成立，索科洛夫擔任主席。在隨後的幾年中，索科洛夫領導歷史重演俱樂部協會（俄羅斯軍事歷史協會（1996年），全俄軍事歷史社會運動（2006年））。